# افاویرنز/امتریسیتابین/تنوفوویر
افاویرنز/امتریسیتابین/تنوفوویر که با نام تجاری Atripla فروخته می‌شود، یک داروی ضد رتروویروسی ترکیبی با دوز ثابت است که برای درمان HIV/AIDS استفاده می‌شود. حاوی افاویرنز، امتریسیتابین و تنوفوویر دیزوپروکسیل است. می‌توان آن را به تنهایی یا همراه با سایر داروهای ضد رتروویروسی استفاده کرد. شکل تجویز این دارو به صورت خوراکی است.
عوارض جانبی رایج عبارتند از سردرد، مشکلات خواب، خواب آلودگی و بی‌ثباتی. عوارض جانبی جدی ممکن است شامل سطوح بالای لاکتات خون، علائم روان‌پزشکی و بزرگ شدن کبد باشد. در کودکان نباید مصرف شود. در صورت استفاده در سه‌ماهه اول بارداری ممکن است آسیبی به جنین وارد شود.
افاویرنز/امتریسیتابین/تنوفوویر برای استفاده پزشکی در ایالات متحده در سال ۲۰۰۶، و در اتحادیه اروپا در سال ۲۰۰۷ تأیید شد. این دارو در فهرست داروهای ضروری سازمان بهداشت جهانی قرار دارد. افاویرنز/امتریسیتابین/تنوفوویر به عنوان یک داروی ژنریک در دسترس است.